# ワシントン・オリンピックス

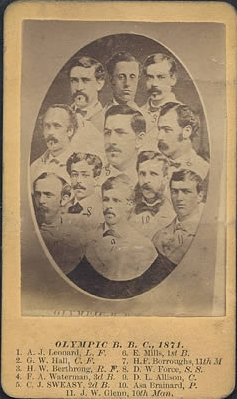
1871年のキャビネ版カード

ワシントン・オリンピックス（Washington Olympics）は、1871年から1872年まで活動していたアメリカの野球チーム。ワシントンD.C.に初めて結成されたプロ野球の球団である。

## 球団史
ワシントンD.C.では1860年代に『ナショナル・ベースボール・クラブ』というアマチュアの強豪チームがあり、後にプロ球団なるが、オリンピックスは1871年ナショナル・アソシエーションが創設された際、首都ワシントンD.C.のプロ球団として結成され先にリーグに加盟した。チームはかつて無敗を誇ったシンシナティ・レッドストッキングスのプロ選手を招きいれ、投手エイサ・ブレイナード、捕手ダグ・アリソン、三塁手フレッド・ウォーターマンらを主力としたチームだった。
1871年こそ15勝15敗の5割の勝率だったが、翌年同じワシントンのナショナルズが加盟したことで経営が行き詰まる。加えてオリンピックスの控え投手だったビル・ステアーンズはナショナルズに移籍し、オリンピックスの投手は衰えが見えていたブレイナード一人になっていた。そのブレイナードも打ち込まれ勝てなくなってしまう。結局この年9試合を戦っただけでチームは解散。ナショナルズの方も0勝11敗と全く勝てず、両チームともあっけなく消滅してしまった。

## 戦績
| 年度   | リーグ | 試合 | 勝利 | 敗戦 | 引分 | 勝率 | 順位 | 監督           | 本拠地           |
| ------ | ------ | ---- | ---- | ---- | ---- | ---- | ---- | -------------- | ---------------- |
| 1871年 | NA     | 32   | 15   | 15   | 2    | .500 | 4位  | ニック・ヤング | Olympics Grounds |
| 1872年 | NA     | 9    | 2    | 7    | 0    | .222 | 10位 | ニック・ヤング | Olympics Grounds |

## 所属した主な選手
- エイサ・ブレイナード：野球の「エース」の語源と言われている選手。

## 主な球団記録
- 通算安打数：61（フレッド・ウォーターマン）
- 通算打点：30（アンディ・レオナルド）
- 通算勝利数：14（エイサ・ブレイナード）
- 通算敗戦数：22（エイサ・ブレイナード）